# Leptoscyphus beckettianus
Leptoscyphus beckettianus là một loài Rêu trong họ Geocalycaceae. Loài này được R.M. Schust. ex J.J. Engel mô tả khoa học đầu tiên năm 2011.